# Spargania flavisquamata
Spargania flavisquamata är en fjärilsart som beskrevs av Paul Dognin 1904. Spargania flavisquamata ingår i släktet Spargania och familjen mätare. Inga underarter finns listade i Catalogue of Life.